# Cristóbal Colón (estación)
Cristóbal Colón es una estación ferroviaria que forma parte de la línea 4 de la red del Metro de Santiago de Chile.

## Características y entorno
Se encuentra por subterránea entre las estaciones Tobalaba y Francisco Bilbao de la misma línea. Presenta un flujo de pasajeros moderado-bajo, debido a que se ubica en un barrio netamente residencial, con una escasísima presencia minorista, junto a la ribera occidental del Canal San Carlos.
A partir del 2 de noviembre de 2009, cambia de color su ruta, de la roja a verde, por la inauguración de la estación San José de la Estrella.

### Accesos
| Acceso | Intersección                        |
| ------ | ----------------------------------- |
| A      | Canal San Carlos                    |
| B      | Av. Tobalaba con Av. Eliodoro Yáñez |

## MetroArte

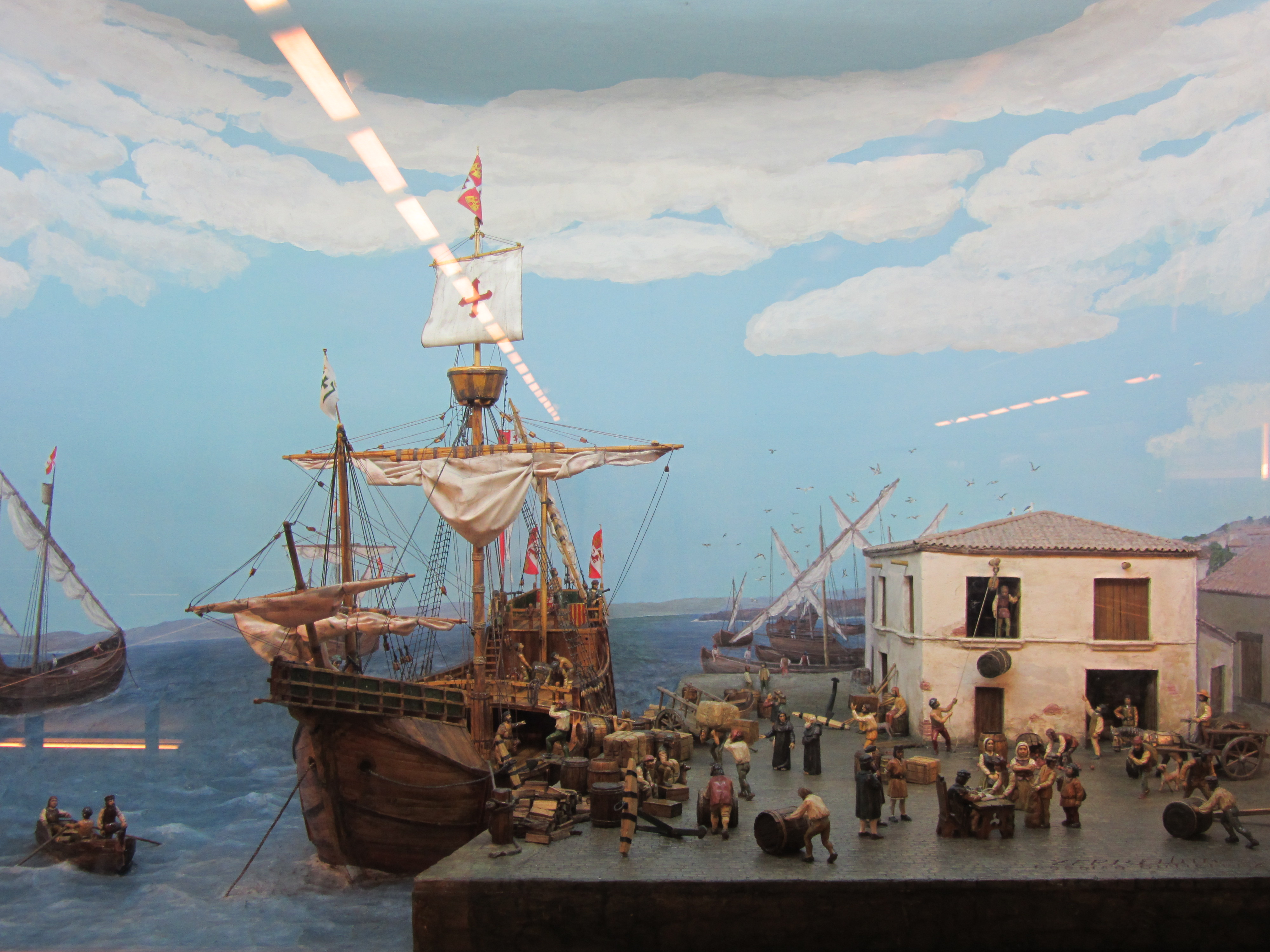
Puerto de Palos 1492 por Zerreitug.

En el interior de la estación se encuentra presente uno de los dioramas realizados por el artista Zerreitug.
Esta obra, titulada Puerto de Palos 1492, presenta en él la preparación de Cristóbal Colón y su acompañantes antes de iniciar el viaje que tendría como resultado el descubrimiento de América en 1492. Como el título lo indica, esta escena ocurre en el Puerto de Palos, ubicada en la actual Provincia de Huelva, España.

## Origen etimológico
Su nombre se debe a que la estación se ubica bajo la intersección de Avenida Tobalaba con la Avenida Cristóbal Colón, la que viene en dirección poniente desde la comuna de Las Condes y cambia su denominación a Avenida Eliodoro Yáñez al internarse en la comuna de Providencia.
El nombre de la avenida recuerda a Cristóbal Colón,  navegante genovés quien arribó con su flota a las costas americanas el 12 de octubre de 1492. La estación posee una afluencia diaria promedio de 11 697 pasajeros.

## Galería

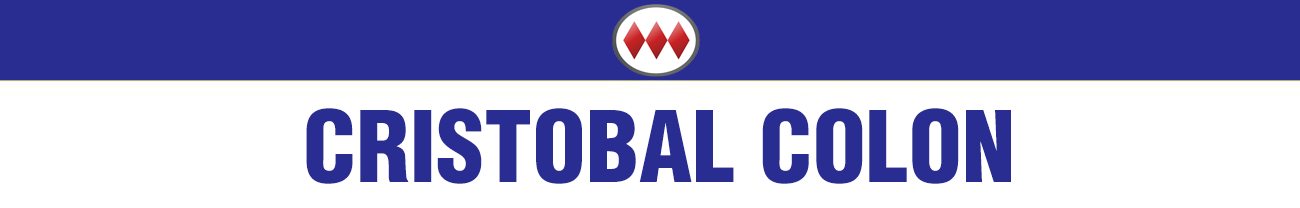
Cenefa utilizada actualmente en la estación.
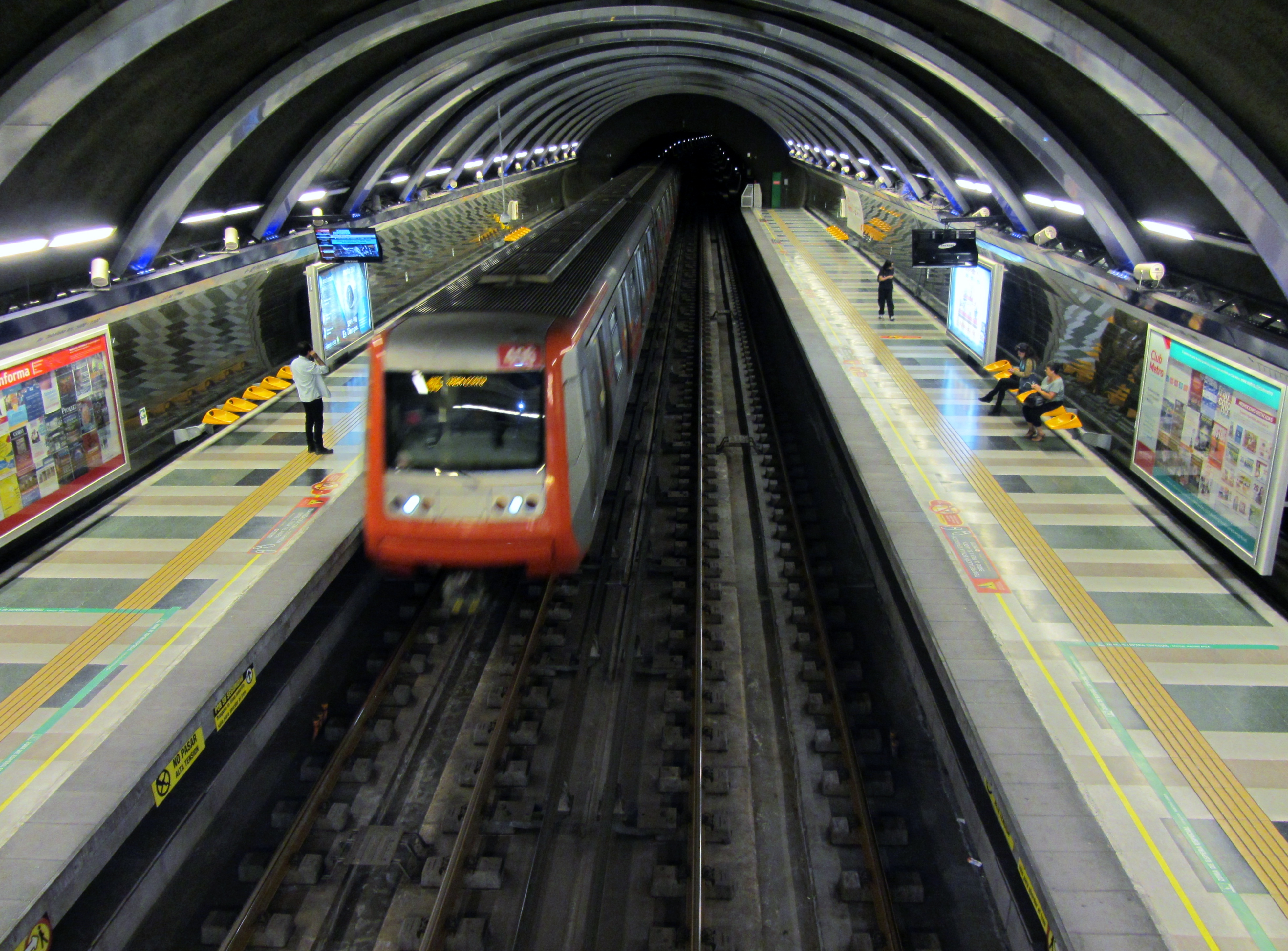
Un tren AS-2002 pasando por la estación.

## Conexión con Red Metropolitana de Movilidad
La estación posee 4 paraderos de la Red Metropolitana de Movilidad en sus alrededores, los cuales corresponden a:
| Paradero/ Código                         | Recorridos                                                                              |
| ---------------------------------------- | --------------------------------------------------------------------------------------- |
| Parada 1 / Metro Cristóbal Colón (PC382) | 412 (La Reina) - 418 (Av. Tobalaba) - 429 (Lo Hermida) - 432n (La Reina)                |
| Parada 2 / Metro Cristóbal Colón (PC390) | 412 (Enea) - 418 (Enea) - 429 (Lo Echevers) - 432n (Maipú)                              |
| Parada 3 / Metro Cristóbal Colón (PC510) | 503 (Vital Apoquindo) - 517 (Peñalolén) - 541n (Colón) - C06 (Vital Apoquindo)          |
| Parada 4 / Metro Cristóbal Colón (PC557) | 503 (Av. La Estrella) - 517 (J.J. Pérez) - 541n (El Tranque) - C06 (Ciudad Empresarial) |